# 札幌市農業協同組合
札幌市農業協同組合（さっぽろしのうぎょうきょうどうくみあい、英称：JA Sapporo ）は北海道札幌市に本所を置く農業協同組合である。略称はJAさっぽろ。当農協の営業地区は、主に道庁所在地である札幌市の全域と、石狩市旧石狩市域である。畑作や果物が栽培されている。漬物用キャベツの札幌大球は、当地の名産である。

## 沿革
- 1988年（昭和63年）　札幌市農協、豊平東部農協が合併し、新・札幌市農協が発足。
- 1998年（平成10年）4月1日　旧・札幌市農協、厚別農協、北札幌農協、篠路農協、新琴似農協の札幌市内の5つの農協の合併によって設立。
- 2023年（令和5年）10月1日　旧・札幌市農協、石狩市農協が合併し、新・札幌市農協が発足。この決定に当たっては、石狩市農協側の総会で反対が1割を超えた[1]。

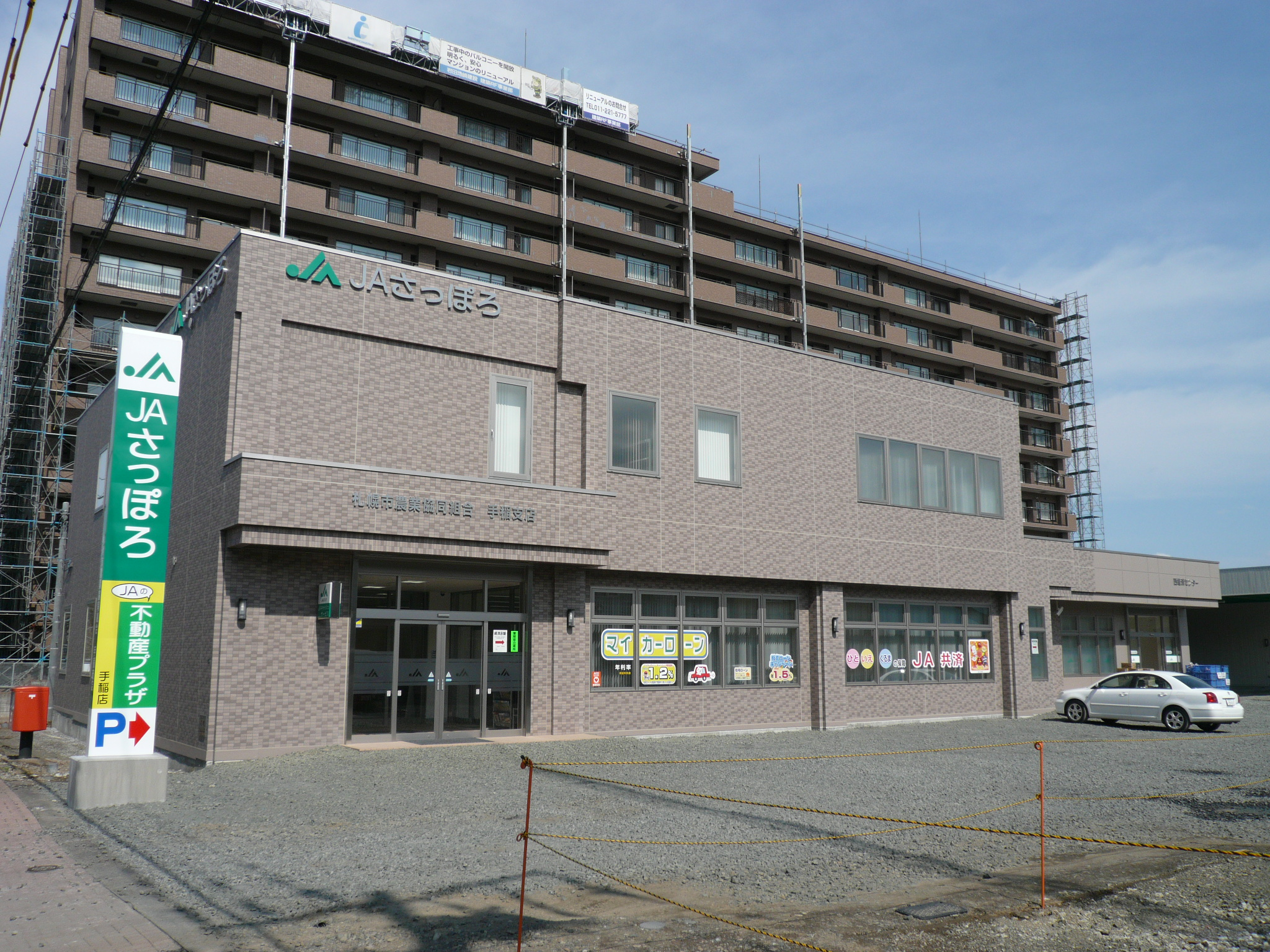
手稲支店（2011年4月）

## 子会社
- 札幌協同振興株式会社